# Männerchor Radebeul Liederkranz 1844
Der Männerchor Radebeul „Liederkranz 1844“ e.V. ist der älteste Chor der sächsischen Stadt Radebeul und einer der ältesten sächsischen Laienchöre. Er wurde am 19. Mai 1844 von 21 Sängern unter der Leitung des Kantors der Kirche zu Kötzschenbroda, Traugott Friedrich Keller, als Männergesangverein Liederkranz Kötzschenbroda in Kötzschenbroda gegründet.

Der zu Anfang hauptsächlich aus ortsansässigen Handwerkern und Weinbauern bestehende Gesangsverein gab sich als Aufgabe die Treue und Pflege des deutschen Liedgutes, die musikalische Umrahmung von Veranstaltungen sowie die Pflege von Geselligkeit und Gemeinschaftsgeist. Der Chor widmet sich heute künstlerisch insbesondere den „klassischen Chorsätzen weltlicher und geistlicher Musik, den deutschen Volksliedern, Liedern aus dem Lebensraum und aktuell den Liedern, die von dem Anbau und dem Genuss von Wein erzählen.“
Die Sänger wurden 1869 über den Elbgausängerbund Mitglied im Deutschen Sängerbund. Am 16. November 1873 weihte der Verein die von den Ehefrauen gestiftete, von ihnen von Hand gefertigte Fahne ein. Erst 2010 musste diese wegen Verschliss auf der Rückseite repariert werden.
Einen Höhepunkt seiner Vereinsgeschichte erlebte der Chor mit dem 14. Elbgausängerfest, das 1908 in Kötzschenbroda gefeiert wurde.
Seine größte Vereinsstärke erreichte der Liederkranz um 1930, als 70 aktive Sänger und 95 Fördermitglieder zum Verein gehörten. Auch weiterhin lag die Leitung meist beim örtlichen Kantor oder einem der zugehörenden Musiklehrer aus den umgebenden Schulen. Neben dem Gründer Keller gehörten dazu Kirchenmusikdirektor Johannes Lindner, Kantor Karl Frotscher, Wolfgang Wehmann, Kirchenmusikdirektor Hans-Bernhard Hoch (2004 mit dem Kunstpreis der Großen Kreisstadt Radebeul ausgezeichnet) und seit 2005 ist es Hans-Jürgen Wächtler.
Am Ende des Zweiten Weltkriegs waren in Radebeul zehn Männerchöre aktiv, die wie alle Vereine von der sowjetischen Besatzungsmacht zwangsweise aufgelöst wurden. Jedoch bereits 1946 erlaubte die Radebeuler Verwaltung auf Initiative aktiver Sänger die Etablierung zweier Gesangsvereine in der Stadt, einer in Radebeul-Ost und einer in Radebeul-West, was der ehemaligen Stadt Kötzschenbroda entsprach und die Tradition des Liederkranzes fortführte. Mit der Auflösung des Chores in Radebeul-Ost 1982 traten von dort 9 Sänger nach Radebeul-West über. Nach der politischen Wende konnte sich der Traditionschor als Männerchor Radebeul „Liederkranz 1844“ e.V. in das Vereinsregister eintragen. Träger ist der Sächsische Chorverband.
Bundespräsident Roman Herzog zeichnete den Verein 1997 für langjährige „Verdienste um die Pflege der Chormusik und des Deutschen Volksliedes“ durch die Verleihung der Zelter-Plakette aus.
Die jährlichen öffentlichen Auftritte finden als Herbstkonzerte mit geselligem Beisammensein statt oder als Umrahmung von Orts- bzw. Ortsteilfesten beispielsweise beim Herbst- und Weinfest, wo der Chor gemeinsam mit Weingott Bacchus alias Schauspieler Herbert Graedtke, der jeweiligen sächsischen Weinkönigin sowie dem Oberbürgermeister Bert Wendsche auftritt. Zu den regelmäßigen Veranstaltungen gehören auch gemeinsame Auftritte mit weiteren Chören z. B. beim Waldparksingen an Schwarzes Teich oder bei Weihnachtskonzerten in der Radebeuler Friedenskirche. Geprobt wird dafür regelmäßig in Räumlichkeiten des ehemaligen Amtsgerichts Kötzschenbroda.
Zum 170. Chorjubiläum am 19. Mai 2014 übernahm der damalige sächsische Landtagspräsident Matthias Rößler die Schirmherrschaft.

## Auszeichnungen
- 1997: Zelter-Plakette des Deutschen Bundespräsidenten durch Roman Herzog